# 警部補大魔神
《警部補大魔神》於2023年7月7日至9月1日在朝日電視台的「週五晚間連續劇」時段播出的日本電視劇，由生田斗真主演。
臺灣由Hami Video於2023年7月8日起獨家跟播。KKTV於9月2日起上架播出。

## 演員列表

### 主要人物
- 台場陣：生田斗真[1]（粵語配音：黃文軒）

主人公。警部補。警視廳搜查一課的王牌。因名字的關係擁有「大魔神」的外號。有強烈的正義感，對於無法被正當繩之以法的犯人，會親自動用私刑解決。知道這事的才門，將他調到自己率領的「特命搜查對策班」。
- 平安才門：向井理[2]（粵語配音：杜景煜）

搜查一課特命搜查對策班的室長。頭腦清晰又冷淡的警視正。
- 七夕夕夏：土屋太鳳[3]（粵語配音：楊婉潼）

警視廳搜查一課強行犯第四係的刑事。階級為巡查部長。

### 警視廳
- 占部貴教：小澤征悅[4]（粵語配音：李家傑）

刑事部犯罪捜査情報分析統括中心的警部。
- 賀來櫻：宍戶·卡芙卡[4]（粵語配音：鄧潔麗）

特命搜查對策班的刑警。階級為警部補。曾經在大型IT企業任職工程師。
- 牡丹則行：濱野謙太[4]（粵語配音：陳漢祺）

特命搜查對策班的刑警。階級為警部。曾經在大學研究行動心理學。
- 雲田泰造：松平健[5]（粵語配音：梁皓翔）

隸屬於科学搜查研究所的警視。
- 百鬼行人：高橋克典[6]

公安部的理事官。
- 浮田修治：馬場徹

搜查一課強行犯第二係 巡査部長。台場的前部下。
- 竹村光一：若松力（粵語配音：竺諺鴻）

搜查一課強行犯第四係 主任警部補。七夕的上司。

### 周邊人物
- 高田美和子：成海璃子[7]（粵語配音：姜嘉蕾）

律師。台場的前妻。
- 清家真吾：桐山漣[7]

曾在縣警擔任管理官的科技大臣。
- 平安綾子：藤澤惠麻[7]

才門的母親。遭遇肇事逃逸，現處於昏迷狀態。
- 穴水政玄：片岡鶴太郎[5]

前內閣特務室的領導。
- 天羽大：宅麻伸[5]

「AMO保全」的社長。曾經是警視監。
- 市川孝藏：矢柴俊博

秘密結社「44」的工作員。
- 中野伸之：出合正幸（粵語配音：郭俊廷）

秘密結社「44」的工作員。

## 製作團隊
- 原作：長崎尚志（原作）、（作畫）
- 劇本：德永友一
- 配樂：遠藤浩二
- 主題曲：關西傑尼斯8（INFINITY RECORDS）[8]
- 片頭曲：ATARASHII GAKKO!（JVC建伍勝利娛樂）[9]
- 執行製作人：服部宣之（朝日電視台）
- 企劃製作人：三宅川敬輔（Mighty Planet）
- 製作人：坂美佐子（朝日電視台）（OLM）、井上文雄（OLM）、前田茂司（樂映舍）、後藤達哉（朝日電視台）
- 作製作人 - 奥野邦洋（OLM）、善田真也（樂映舍）
- 導演：三池崇史、倉橋龍介
- 作協力：OLM、樂映舍
- 製作：朝日電視台

## 播出日程
- 7月21日因轉播「第151屆英國高爾夫球公開賽」而停止播出一次。

| 集數                                                       | 播出日期 | 日文標題 | 中文標題（Viu） | 導演     | 收視率 |
| ---------------------------------------------------------- | -------- | -------- | --------------- | -------- | ------ |
| 第1話                                                      | 7月07日  |          | 特命搜查對策班  | 三池崇史 | 4.7%   |
| 第2話                                                      | 7月14日  |          | 暗殺            | 三池崇史 |        |
| 第3話                                                      | 7月28日  |          | 殺人狂魔        | 三池崇史 |        |
| 第4話                                                      | 8月04日  |          | 情報            | 倉橋龍介 |        |
| 第5話                                                      | 8月11日  |          | 誰是兇手？      | 三池崇史 |        |
| 第6話                                                      | 8月18日  |          | 議定書          | 倉橋龍介 |        |
| 第7話                                                      | 8月25日  |          | 背叛者          | 三池崇史 |        |
| 最終話                                                     | 9月01日  |          | 反擊開始        | 三池崇史 |        |
| （收視率由Video Research調查關東地區、家戶的即時統計資料） |          |          |                 |          |        |

## 外部連結
漫畫
- 警部補大魔神 - 日本文藝社

電視劇
- 官方网站
- 電視劇的X（前Twitter）
- 電視劇的Instagram帳戶

| 日本 朝日電視台 週五晚間連續劇         | 日本 朝日電視台 週五晚間連續劇          | 日本 朝日電視台 週五晚間連續劇 |
| -------------------------------------- | --------------------------------------- | ------------------------------ |
|                                        | 警部補大魔神 （2023年7月7日－9月1日）   |                                |
| 聽我的電波吧 （2023年4月21日－6月9日） | 上班族殺手 （2023年10月27日－12月15日） |                                |